# Buhloone Mindstate
Albums de De La Soul
De La Soul Is Dead
(1991) Clear Lake Audiotorium
(1994)
Singles
1. Breakadawn
Sortie : 1993
2. Ego Trippin' (Part Two)
Sortie : 1994

Buhloone Mindstate est le troisième album studio de De La Soul, sorti le 21 septembre 1993.
L'album s'est classé 9e au Top R&B/Hip-Hop Albums et 40e au Billboard 200.

## Liste des titres
| No  | Titre                                                                    | Contient un (des) sample(s) de | Durée |
| --- | ------------------------------------------------------------------------ | --- | ----- |
| 1.  | Intro                                                                    | Deep Gully du Outlaw Blues Band | 0:52  |
| 2.  | Eye Patch                                                                | | 2:27  |
| 3.  | En Focus (featuring Shortie No Mass et Dres)                             | Nothing Is the Same du Grand Funk Railroad Dance Sister (Biofeedback) des Peech Boys Intimate Connection de Kleeer I Like Funky Music d'Uncle Louie Atomic Dog de George Clinton | 3:15  |
| 4.  | Patti Dooke (featuring Guru, Maceo Parker, Fred Wesley et Pee Wee Ellis) | People Make the World Go Round de Milt Jackson Improvisation in Fourths de Dick Hyman Rock Box de Run–D.M.C. Straight Out the Jungle des Jungle Brothers Word From Our Sponsor des Boogie Down Productions | 5:54  |
| 5.  | I Be Blowin' (featuring Maceo Parker)                                    | You've Made Me So Very Happy de Lou Rawls | 4:58  |
| 6.  | Long Island Wildin' (featuring Scha Dara Parr et Takagi Kan)             | Ground Hog de Duke Pearson Rebel Without a Pause de Public Enemy Flash It to the Beat de Grandmaster Flash and The Furious Five | 1:30  |
| 7.  | Ego Trippin' (Part Two)                                                  | Harlem Hendoo d'Al Hirt They Reminisce Over You (T.R.O.Y.) de Pete Rock & C.L. Smooth Ain't No Half Steppin' de Heatwave Jump de Kris Kross White Lines (Don't Don't Do It) de Grandmaster Melle Mel Give the Drummer Some des Ultramagnetic MCs Sucker M.C.'s (Krush Groove 1) de Run–D.M.C. La Di Da Di de Doug E. Fresh et Slick Rick The Bridge Is Over des Boogie Down Productions (You Gotta) Fight for Your Right (To Party!) des Beastie Boys The Show de Doug E. Fresh, Slick Rick & The Get Fresh Crew | 3:52  |
| 8.  | Paul's Revenge                                                           | Come in Out of the Rain de Parliament The New Rap Language de Spoonie Gee and The Treacherous Three | 0:43  |
| 9.  | 3 Days Later                                                             | I'm Afraid the Masquerade Is Over de David Porter Love in the Streets (Ain't Good as the Love at Home) de Johnnie Taylor Hot Dog de Lou Donaldson Don't Change Your Love des Five Stairsteps Go See the Doctor de Kool Moe Dee The Champ des Mohawks | 2:39  |
| 10. | Area                                                                     | Come Dancing de Jeff Beck The New Rap Language de Spoonie Gee and The Treacherous Three Pee-Wee's Dance de Joeski Love 8th Wonder du Sugarhill Gang Strictly for the Ladies de Lord Finesse & DJ Mike Smooth | 3:31  |
| 11. | I Am I Be (featuring Maceo Parker, Fred Wesley et Pee Wee Ellis)         | While My Guitar Gently Weeps de Jimmy Ponder Miracles de Jefferson Starship You've Made Me So Very Happy de Lou Rawls The Next Band - Music: Brother Soul Pt. 1 d'Eddie Harris The Soil I Tilled for You des Shades of Brown Keep Your Fat Mouth Out of My Business de Snooky Pryor | 5:03  |
| 12. | In the Woods (featuring Shortie No Mass)                                 | Get Out of My Life, Woman de Bill Cosby | 4:01  |
| 13. | Breakadawn                                                               | I Can't Help It de Michael Jackson Sang and Dance des Bar-Kays A Quiet Storm de Smokey Robinson Yes We Can Can des Pointer Sisters Daydream de Blue Mitchell Rapper's Delight du Sugarhill Gang Make the Music With Your Mouth, Biz de Biz Markie featuring T.J. Swan | 4:14  |
| 14. | Dave Has a Problem... Seriously                                          | Somethin' Else Again de Richie Havens | 0:55  |
| 15. | Stone Age (featuring Biz Markie)                                         | Synthetic Substitution de Melvin Bliss Lonely Days de Gregory Isaacs Flash It to the Beat de Grandmaster Flash and The Furious Five | 4:13  |